# توشیکو کووادا
توشیکو کووادا (انگلیسی: Toshiko Kowada؛ زادهٔ ۱۹۴۹) یک بازیکن تنیس روی میز اهل ژاپن است. 
وی در مسابقات کشوری و بین‌المللی در مجموع برنده ۴ مدال طلا، ۴ مدال نقره، ۳ مدال برنز شده‌است.